# Condado de Newton (Texas)
O Condado de Newton é um dos 254 condados do estado americano do Texas. A sede do condado é Newton, e sua maior cidade é Newton.
O condado possui uma área de 2 433 km² (dos quais 18 km² estão cobertos por água), uma população de 2 433 habitantes, e uma densidade populacional de 6 hab/km² (segundo o censo nacional de 2000).
O condado foi fundado em 1846.